# Легко ли быть молодым? (фильм, 1986)
«Легко́ ли быть молоды́м?» (латыш. Vai viegli būt jaunam?) — латвийский и советский документальный фильм 1986 года режиссёра Юриса Подниекса. Фильм рассказывает о проблемах советской молодёжи времён начала «Перестройки».
Премьера фильма состоялась 17 января 1987 года в Москве, а 26 января в Риге. Фильм вызвал резонанс в обществе. Был закуплен телекомпаниями десятков стран мира, имеет отечественные и зарубежные награды.
Выражение «Легко ли быть молодым?» стало крылатым.
Включён в Культурный канон Латвии.

## Сюжет
Фильм рассказывает о проблемах молодых людей середины 1980-х годов, об их конфликтах с родителями и обществом, о поиске себя и смысла жизни, об их желаниях и мечтах.
Фильм начинается со съёмок рок-концерта группы Pērkons и перемежается кадрами суда над подростками, разгромившими несколько вагонов по возвращении домой с этого концерта. Затем юноша, несущий почётную вахту у памятника латышским стрелкам, рассуждает об отсутствии сейчас идей, ради которых нужно жить и бороться, о «закостенелости» общества. Молодой панк озвучивает предположение, что их — панков и металлистов, порождает само же общество своей двуличностью. Молодые люди уходят в эти движения, чтобы уйти от обыденности и играть в «свой театр». На экране мелькают молодой работник морга; девушка, решившая покончить с собой; парень-кришнаит. Человек с длинными волосами рассказывает, за что его задержали. Поднимаются темы наркомании и токсикомании, которые стали актуальны во время антиалкогольной кампании. Молодая мама обеспокоена будущим своей дочери после аварии на Чернобыльской АЭС, а воины-афганцы чувствуют себя чужими дома и в свои 20 лет сильно «постаревшими». Фильм заканчивается символическими кадрами — людьми, стоящими в «синем море надежды» — любительского фильма молодого латышского режиссёра.

## Съёмочная группа
- Режиссёр — Юрис Подниекс
- Сценарист — Абрам Клёцкин[латыш.], Юрис Подниекс
- Оператор — Калвис Залцманис
- Композитор — Мартиньш Браунс

## Призы
- Приз «Большой Кристап» СК Латвии, за лучший документальный фильм года (1986)
- Премия Американской международной ассоциации документального кино (1987)
- Премия «Ника» за лучший неигровой фильм (1987)
- Приз FIPRESCI на МКФ к/м фильмов в Кракове (1987)
- Главный приз ВКФ молодых кинематографистов в Тбилиси (1987)
- Приз FIPRESCI на МКФ в Каннах (1988)
- Участие в Программе «Panorama» МКФ в Берлине (1988)
- Государственная премия СССР (1988)[3]

## Продолжения
Юрис Подниекс планировал вернуться к своим героям через 10 лет. Летом 1992 года Юрис погиб. Продолжение фильма в 1997 году выпустила Антра Цилинска, монтажёр первой картины. Фильм вышел на Студии Юриса Подниекса под названием «Легко ли быть?.. 10 лет спустя» (латыш. «Vai viegli būt?.. Pēc 10 gadiem»).
В 2010 году Антра Цилинска выпустила новый фильм из этого цикла — «Легко ли?.. 20 лет спустя» (латыш. «Vai viegli?.. Pēc 20 gadiem»). В новом фильме героям первой картины уже за 40, а их детям столько, сколько им было самим в советской ленте.